# Gibraltars nationaldag
Gibraltars nationaldag er den 10. september, hvor man i det britiske oversøiske territorium Gibraltar officielt fejrer nationaldag. Dagen viser tilbage til Gibraltars første folkeafstemning om suverænitet, der blev afholdt på denne dag i 1967. Ved denne afstemning skulle Gibraltars vælgere tage stilling til, om de ville høre under spansk suverænitet eller forblive under britisk suverænitet med selvstyreinstitutioner. Resultatet af afstemningen blev en overvældende sejr for de britiske.

## Nationaldagens historie
I 1992 rejste daværende førsteminister Joe Bossano til de Forenede Nationer for at tale for retten til selvbestemmelse, hvilket inspirerede til dannelsen af Gruppen for Gibraltars Selvbestemmelse (Self Determination for Gibraltar Group, SDGG), som på det tidspunkt som leder havde Dennis Matthews, tidligere aktivt medlem af Partiet for Integration med Storbritannien (Integration with Britain Party). For at skabe folkelig opbakning for selvbestemmelse afholdt gruppen den første nationaldag på John Mackintosh Square (Piazzaen) 10. september 1992 for at mindes folkeafstemningen 25 år inden på samme dato.
Denne første nationaldag blev så stor en succes, at den store menneskemængde, der spontant dukkede op, ikke kunne være på pladsen. Regeringen tog derpå ansvaret for at skaffe hjælp til at organisere begivenheden, idet den fostrede den ret til selvbestemmelse, som gibraltarerne havde anmodet om i FN siden 1963. Regeringen erklærede derfor 10. september som officiel nationaldag og offentlig fridag og gav SDGG midler til at arrangere fejringen med. I 1993 blev arrangementet afholdt på den større Grand Casemates Square, inden det i 1998 flyttede til den endnu større Naval Ground.

## National identitet
Den aktive modstand mod spansk overherredømme kombineret med en negative holdning fra det britiske udenrigs- og Commonwealth-ministerium styrkede den beslutning, som det store flertal af gibraltarerne havde taget om at presse på for afkolonisering i år 2000 i overensstemmelse med det overordnede principper i en FN-resolution om at afskaffe kolonisering.
I stedet foreslog den britiske udenrigsminister Jack Straw fælles overherredømme mellem Storbritannien og Spanien, hvilket medførte en endnu stærkere følelse af national identitet, som blev styrket af nationaldagen. Den tiende nationaldag, afholdt 10. september 2001, omfattede blandt andet en tale af William Serfaty, den daværende leder af SDGG, som understregede temaet om national identitet, fællesskab, modstand mod spansk pres og afkolonisering. Nationaldagen det følgende år blev afholdt kort inden folkeafstemningen om fælles overherredømme; en forslag der blev nedstemt med overvældende flertal af gibraltarerne. 

### Nationaldagen de senere år
Fejringen af nationaldagen har i årene efter denne afstemning været betydeligt roligere med færre inviterede gæster og kortere politiske taler. I 2007 blev tog regeringen ansvaret for afholdelsen af den traditionelle demonstration fra SDGG, og i 2008 meddelte regeringen, at fejringen af nationaldagen dette år skulle foregå nogenlunde som året forinden, idet man blot ikke ville arrangere nogen demonstration. Årsagen til dette var at søge at gøre festlighederne til et mere folkeligt frem for et politisk arrangement. Andre ændringer gik ud på at flytte hovedarrangementet tilbage fra Grand Casemates Square til den mindre John Mackintosh Square, at udpege Gibraltars borgmester til at stå i spidsen for arrangementet frem for en politiker, og desuden skulle Gibraltars æresmedalje uddeles og nationaldagserklæringen skulle læses op.

## Fejring af dagen
Den officielle fejring af Gibraltars nationaldag indledes med en børneudklædningskonkurrence afholdt i foyeren i parlamentsbygningen i Main Street. Dernæst følger en folkefest på John Mackintosh Square, hvor der er boder med mad og drikke med fokus på gibraltarske specialiteter som calentita. Senere afsynger et skolekor sange med tilknytning til Gibraltar, heriblandt "Llévame Donde Nací" og "Virgencita de Europa". Dette følges af hovedpunktet i programmet, borgmesterens præsentation fra balkonen på rådhuset af årets modtagere af Gibraltars æresmedalje samt oplæsning af nationaldagserklæringen. Herpå slippes 30.000 røde og hvide balloner fri fra toppen af parlamentsbygningen; ballonerne repræsenterer Gibraltars befolkning på omtrent dette antal. Denne tradition stammer fra 1992. Mens dette sker, synger skolekoret Gibraltars nationalsang sammen med den fremmødte folkemængde.
Efter denne mere formelle del foregår resten af dagen mere løssluppent med blandt andet et tivoli med hoppeborge og andre forlystelser for børn på Grand Casemates Square. Der spilles levende musik flere steder resten af dagen, og siden 2007 har der været et område med mere tilbagelænede forlystelser for den lidt ældre befolkningsgruppe.

## Politiske demonstrationer
I 2008 meddelte regeringen, at den ville ændre på afholdelsen af nationaldagen med virkning fra dette år. Dette fulgte efter den nye forfatning, hvori Storbritannien anerkender Gibraltars ret til selvbestemmelse. Ændringerne i arrangementet havde til hensigt at understrege den folkelige fejring frem for politiske demonstrationer. Der blev lagt op til forsamling af befolkningen på John Mackintosh Square med henblik på et arrangement for fælles fejring af dagen.
SDGG vågnede nu op fra sin dvale og arrangerede en politisk demonstration på Grand Casemates Square med lederen af SDGG og ledere af de politiske partier Gibraltars Liberale Parti og det Progressive Demokratiske Parti. Arrangementet var planlagt til at tage 30-45 minutter, så deltagerne også kunne nå det meste af det store arrangement på John Mackintosh Square. Talerne var korte (omkring 5 minutter hver) og begrænset til de tre ledere. Arrangementet var velbesøgt og blev betragtet som en succes.
Den socialdemokratiske regering sendte ikke nogen repræsentant til denne demonstration, idet man mente, at arrangementet på John Mackintosh Square var den eneste officielle fejring.

## Nationaldagserklæringen
Siden 2008 har et af hovedpunkterne i fejringen af nationaldagen været borgmesterens oplæsning af nationaldagserklæringen. Den lyder således:
| Citat | On this, our National Day, we, the People of Gibraltar, here gathered as a community: 1. Remember and celebrate past generations of Gibraltarians and others, who, by their efforts, sacrifices and determination made today's Gibraltar possible; 2. Celebrate and honour our country as a success, and the community that flourishes within it, and we express firm resolution to resist and overcome the challenges that we may face in the future, as all previous generations have done; 3. Declare our enduring commitment to a society based on, and upholding the highest principles of human rights, democracy and social justice; 4. Express our collective solidarity with those people in our community, and outside Gibraltar, who are economically, socially or personally vulnerable and in need of support; 5. Declare our openness to friendly relations and cooperation on the basis of mutual respect with all countries and peoples that share or respect our values as a community; 6. Acknowledge our obligation to future generations of Gibraltarians to care for our environment, and to assure the political, social and economic prosperity and success of Gibraltar in the future; 7. Celebrate inalienable right as a people to determine the future of Gibraltar, our homeland, in accordance only with our wishes, rights and aspirations; And finally, on this, Gibraltar National Day, we send greetings to all Gibraltarians around the world, and we greet and thank all friends of Gibraltar in Britain and elsewhere. | Citat |
|       | |       |

I dansk oversættelse lyder det således:
| Citat | På denne vores nationaldag er vi, Gibraltars befolkning, samlet her som et samfund: 1. Husk på og hyld fortidens generationer af gibraltarere og andre, der ved deres indsatser, ofre og beslutsomheder gjorde nutidens Gibraltar mulig; 2. Hyld og ær vort land som en succes, og samfundet, der blomstrer i det, og vi udtrykker en fast beslutsomhed til at modstå og stå udfordringerne, som vi kommer til at møde i fremtiden, imod, som alle de tidligere generationer har gjort; 3. Erklær vores vedholdende forpligtelser over for et samfund baseret på og overholdende de højeste principper om menneskerettigheder, demokrati og social retfærdighed; 4. Udtryk vores fælles solidaritet med de borgere i vores samfund og uden for Gibraltar, som er økonomisk, socialt eller personligt sårbare og har behov for støtte; 5. Erklær vores åbenhed over for venskabelige forbindelser og samarbejde på en baggrund af gensidig respekt med alle lande og folk, der deler eller respekterer vore værdier som et samfund; 6. Anerkend vores forpligtelse over for fremtidige generationer af gibraltarere ved at passe på vores miljø og ved at sikre politisk, social og økonomisk velstand i Gibraltar i fremtiden; 7. Hyld den umistelige ret som et folk til at bestemme over fremtiden for Gibraltar, vort fædreland, i overensstemmelse med vore vore ønsker, rettigheder og håb; Og slutteligt, på denne, Gibraltars nationaldag, sender vi hilsner til alle gibraltarere rundt om i verden, og vi hylder og takker alle venner af Gibraltar i Storbritannien eller andre steder. | Citat |
|       | |       |